# Gergely Rudolf
Gergely Rudolf (Nyíregyháza, Szabolcs-Szatmár-Bereg, Hungría, 9 de marzo de 1985) es un exfutbolista húngaro que jugaba de delantero.
En julio de 2018 anunció su retirada como futbolista profesional.

## Clubes
| Club                         | País    | Año       |
| ---------------------------- | ------- | --------- |
| A. S. Nancy-Lorraine         | Francia | 2005-2007 |
| Debreceni VSC                | Hungría | 2007-2010 |
| Genoa C. F. C.               | Italia  | 2010-2012 |
| A. S. Bari (cedido)          | Italia  | 2011      |
| Panathinaikos F. C. (cedido) | Grecia  | 2011-2012 |
| Diósgyőri VTK                | Hungría | 2012-2013 |
| Győri ETO F. C.              | Hungría | 2013-2015 |
| Videoton F. C.               | Hungría | 2015-2016 |
| Nyíregyháza Spartacus F. C.  | Hungría | 2016-2018 |
| Balmazújvárosi F. C.         | Hungría | 2018      |